# WTA Tour 2013
WTA Tour 2013 – sezon profesjonalnych kobiecych turniejów tenisowych organizowanych przez Women’s Tennis Association w 2013 roku. WTA Tour 2013 obejmuje turnieje wielkoszlemowe (organizowane przez International Tennis Federation), turnieje rangi Premier Series, turnieje rangi International Series, Puchar Federacji (organizowane przez ITF), zawody WTA Tournament of Champions oraz Turniej Mistrzyń.

## Klasyfikacja turniejów
| Wielki Szlem         |
| Turniej Mistrzyń     |
| Premier Mandatory    |
| Premier 5            |
| Premier Series       |
| International Series |

## Grudzień
| Data       | Turniej                                                      | Zwyciężczynie                     | Wynik          | Finalistki                         | Półfinalistki                    | Ćwierćfinalistki                                                     |
| ---------- | ------------------------------------------------------------ | --------------------------------- | -------------- | ---------------------------------- | -------------------------------- | -------------------------------------------------------------------- |
| 30 grudnia | Brisbane International Brisbane Premier Series               | Serena Williams                   | 6:2, 6:1       | Anastasija Pawluczenkowa           | Wiktoryja Azaranka Łesia Curenko | Daniela Hantuchová Angelique Kerber Ksienija Pierwak Sloane Stephens |
| 30 grudnia | Brisbane International Brisbane Premier Series               | Bethanie Mattek-Sands Sania Mirza | 4:6, 6:4, 10-7 | Anna-Lena Grönefeld Květa Peschke  | Wiktoryja Azaranka Łesia Curenko | Daniela Hantuchová Angelique Kerber Ksienija Pierwak Sloane Stephens |
| 30 grudnia | Shenzhen Longgang Gemdale Open Shenzhen International Series | Li Na                             | 6:3, 1:6, 7:5  | Klára Zakopalová                   | Monica Niculescu Peng Shuai      | Marion Bartoli Annika Beck Bojana Jovanovski Zhou Yimiao             |
| 30 grudnia | Shenzhen Longgang Gemdale Open Shenzhen International Series | Chan Hao-ching Chan Yung-jan      | 6:0, 7:5       | Iryna Buriaczok Walerija Sołowjowa | Monica Niculescu Peng Shuai      | Marion Bartoli Annika Beck Bojana Jovanovski Zhou Yimiao             |
| 31 grudnia | ASB Classic Auckland International Series                    | Agnieszka Radwańska               | 6:4, 6:4       | Yanina Wickmayer                   | Mona Barthel Jamie Hampton       | Kiki Bertens Kirsten Flipkens Johanna Larsson Jelena Wiesnina        |
| 31 grudnia | ASB Classic Auckland International Series                    | Cara Black Anastasija Rodionowa   | 2:6, 6:2, 10-5 | Julia Görges Jarosława Szwiedowa   | Mona Barthel Jamie Hampton       | Kiki Bertens Kirsten Flipkens Johanna Larsson Jelena Wiesnina        |

## Styczeń
| Data        | Turniej                                                   | Zwyciężczynie                            | Wynik            | Finalistki                           | Półfinalistki                    | Ćwierćfinalistki                                                              |
| ----------- | --------------------------------------------------------- | ---------------------------------------- | ---------------- | ------------------------------------ | -------------------------------- | ----------------------------------------------------------------------------- |
| 7 stycznia  | Apia International Sydney Sydney Premier Series           | Agnieszka Radwańska                      | 6:0, 6:0         | Dominika Cibulková                   | Angelique Kerber Li Na           | Sara Errani Madison Keys Swietłana Kuzniecowa Roberta Vinci                   |
| 7 stycznia  | Apia International Sydney Sydney Premier Series           | Nadieżda Pietrowa Katarina Srebotnik     | 6:3, 6:4         | Sara Errani Roberta Vinci            | Angelique Kerber Li Na           | Sara Errani Madison Keys Swietłana Kuzniecowa Roberta Vinci                   |
| 7 stycznia  | Moorilla Hobart International Hobart International Series | Jelena Wiesnina                          | 6:3, 6:4         | Mona Barthel                         | Kirsten Flipkens Sloane Stephens | Lauren Davis Jarmila Gajdošová Monica Niculescu Cwetana Pironkowa             |
| 7 stycznia  | Moorilla Hobart International Hobart International Series | Garbiñe Muguruza María-Teresa Torró-Flor | 6:3, 7:6(5)      | Tímea Babos Mandy Minella            | Kirsten Flipkens Sloane Stephens | Lauren Davis Jarmila Gajdošová Monica Niculescu Cwetana Pironkowa             |
| 14 stycznia | Australian Open Melbourne Wielki Szlem                    | Wiktoryja Azaranka                       | 4:6, 6:4, 6:3    | Li Na                                | Sloane Stephens Marija Szarapowa | Swietłana Kuzniecowa Jekatierina Makarowa Agnieszka Radwańska Serena Williams |
| 14 stycznia | Australian Open Melbourne Wielki Szlem                    | Sara Errani Roberta Vinci                | 6:2, 3:6, 6:2    | Ashleigh Barty Casey Dellacqua       | Sloane Stephens Marija Szarapowa | Swietłana Kuzniecowa Jekatierina Makarowa Agnieszka Radwańska Serena Williams |
| 28 stycznia | Open GDF Suez Paryż Premier Series                        | Mona Barthel                             | 7:5, 7:6(4)      | Sara Errani                          | Kiki Bertens Kristina Mladenovic | Marion Bartoli Petra Kvitová Carla Suárez Navarro Lucie Šafářová              |
| 28 stycznia | Open GDF Suez Paryż Premier Series                        | Sara Errani Roberta Vinci                | 6:1, 6:1         | Andrea Hlaváčková Liezel Huber       | Kiki Bertens Kristina Mladenovic | Marion Bartoli Petra Kvitová Carla Suárez Navarro Lucie Šafářová              |
| 28 stycznia | PTT Pattaya Open Pattaya International Series             | Marija Kirilenko                         | 5:7, 6:1, 7:6(1) | Sabine Lisicki                       | Nina Bratczikowa Sorana Cîrstea  | Marina Erakovic Ayumi Morita Anastasija Sevastova Jelena Wiesnina             |
| 28 stycznia | PTT Pattaya Open Pattaya International Series             | Kimiko Date-Krumm Casey Dellacqua        | 6:3, 6:2         | Akgul Amanmuradova Aleksandra Panowa | Nina Bratczikowa Sorana Cîrstea  | Marina Erakovic Ayumi Morita Anastasija Sevastova Jelena Wiesnina             |

## Luty
| Data      | Turniej                                                                | Zwyciężczynie                                 | Wynik                 | Finalistki                            | Półfinalistki                         | Ćwierćfinalistki                                                          |
| --------- | ---------------------------------------------------------------------- | --------------------------------------------- | --------------------- | ------------------------------------- | ------------------------------------- | ------------------------------------------------------------------------- |
| 11 lutego | Qatar Total Open Doha Premier 5                                        | Wiktoryja Azaranka                            | 7:6(6), 2:6, 6:3      | Serena Williams                       | Agnieszka Radwańska Marija Szarapowa  | Sara Errani Petra Kvitová Samantha Stosur Caroline Wozniacki              |
| 11 lutego | Qatar Total Open Doha Premier 5                                        | Sara Errani Roberta Vinci                     | 2:6, 6:3, 10-6        | Nadieżda Pietrowa Katarina Srebotnik  | Agnieszka Radwańska Marija Szarapowa  | Sara Errani Petra Kvitová Samantha Stosur Caroline Wozniacki              |
| 18 lutego | Dubai Duty Free Tennis Championships Dubaj Premier Series              | Petra Kvitová                                 | 6:2, 1:6, 6:1         | Sara Errani                           | Roberta Vinci Caroline Wozniacki      | Marion Bartoli Nadieżda Pietrowa Agnieszka Radwańska Samantha Stosur      |
| 18 lutego | Dubai Duty Free Tennis Championships Dubaj Premier Series              | Bethanie Mattek-Sands Sania Mirza             | 6:4, 2:6, 10-7        | Nadieżda Pietrowa Katarina Srebotnik  | Roberta Vinci Caroline Wozniacki      | Marion Bartoli Nadieżda Pietrowa Agnieszka Radwańska Samantha Stosur      |
| 18 lutego | XXI Copa Claro Colsanitas Bogota International Series                  | Jelena Janković                               | 6:1, 6:2              | Paula Ormaechea                       | Karin Knapp Teliana Pereira           | Lara Arruabarrena Alexandra Cadanțu Mandy Minella María-Teresa Torró-Flor |
| 18 lutego | XXI Copa Claro Colsanitas Bogota International Series                  | Tímea Babos Mandy Minella                     | 6:4, 6:3              | Eva Birnerová Aleksandra Panowa       | Karin Knapp Teliana Pereira           | Lara Arruabarrena Alexandra Cadanțu Mandy Minella María-Teresa Torró-Flor |
| 18 lutego | U.S. National Indoor Tennis Championships Memphis International Series | Marina Erakovic                               | 6:1, krecz            | Sabine Lisicki                        | Magdaléna Rybáriková Stefanie Vögele  | Kirsten Flipkens Jamie Hampton Kristina Mladenovic Heather Watson         |
| 18 lutego | U.S. National Indoor Tennis Championships Memphis International Series | Kristina Mladenovic Galina Woskobojewa        | 7:6(5), 6:3           | Sofia Arvidsson Johanna Larsson       | Magdaléna Rybáriková Stefanie Vögele  | Kirsten Flipkens Jamie Hampton Kristina Mladenovic Heather Watson         |
| 25 lutego | Abierto Mexicano Telcel Acapulco International Series                  | Sara Errani                                   | 6:0, 6:4              | Carla Suárez Navarro                  | Alizé Cornet Sílvia Soler Espinosa    | Kiki Bertens Lourdes Domínguez Lino Karin Knapp Francesca Schiavone       |
| 25 lutego | Abierto Mexicano Telcel Acapulco International Series                  | Lourdes Domínguez Lino Arantxa Parra Santonja | 6:4, 7:6(1)           | Catalina Castaño Mariana Duque Mariño | Alizé Cornet Sílvia Soler Espinosa    | Kiki Bertens Lourdes Domínguez Lino Karin Knapp Francesca Schiavone       |
| 25 lutego | BMW Malaysian Open Kuala Lumpur International Series                   | Karolína Plíšková                             | 1:6, 7:5, 6:3         | Bethanie Mattek-Sands                 | Ayumi Morita Anastasija Pawluczenkowa | Ashleigh Barty Hsieh Su-wei Luksika Kumkhum Patricia Mayr-Achleitner      |
| 25 lutego | BMW Malaysian Open Kuala Lumpur International Series                   | Shūko Aoyama Chang Kai-chen                   | 6:7(4), 7:6(4), 14-12 | Janette Husárová Zhang Shuai          | Ayumi Morita Anastasija Pawluczenkowa | Ashleigh Barty Hsieh Su-wei Luksika Kumkhum Patricia Mayr-Achleitner      |
| 25 lutego | WTA Brasil Tennis Cup Florianópolis International Series               | Monica Niculescu                              | 6:2, 4:6, 6:4         | Olga Puczkowa                         | Kristina Mladenovic Venus Williams    | Tímea Babos Jana Čepelová Melinda Czink Magdaléna Rybáriková              |
| 25 lutego | WTA Brasil Tennis Cup Florianópolis International Series               | Anabel Medina Garrigues Jarosława Szwiedowa   | 6:0, 6:4              | Anne Keothavong Walerija Sawinych     | Kristina Mladenovic Venus Williams    | Tímea Babos Jana Čepelová Melinda Czink Magdaléna Rybáriková              |

## Marzec
| Data     | Turniej                                         | Zwyciężczynie                        | Wynik          | Finalistki                           | Półfinalistki                       | Ćwierćfinalistki                                             |
| -------- | ----------------------------------------------- | ------------------------------------ | -------------- | ------------------------------------ | ----------------------------------- | ------------------------------------------------------------ |
| 4 marca  | BNP Paribas Open Indian Wells Premier Mandatory | Marija Szarapowa                     | 6:2, 6:2       | Caroline Wozniacki                   | Angelique Kerber Marija Kirilenko   | Wiktoryja Azaranka Sara Errani Petra Kvitová Samantha Stosur |
| 4 marca  | BNP Paribas Open Indian Wells Premier Mandatory | Jekatierina Makarowa Jelena Wiesnina | 6:0, 5:7, 10-6 | Nadieżda Pietrowa Katarina Srebotnik | Angelique Kerber Marija Kirilenko   | Wiktoryja Azaranka Sara Errani Petra Kvitová Samantha Stosur |
| 18 marca | Sony Open Tennis Miami Premier Mandatory        | Serena Williams                      | 4:6, 6:3, 6:0  | Marija Szarapowa                     | Jelena Janković Agnieszka Radwańska | Sara Errani Kirsten Flipkens Li Na Roberta Vinci             |
| 18 marca | Sony Open Tennis Miami Premier Mandatory        | Nadieżda Pietrowa Katarina Srebotnik | 6:1, 7:6(2)    | Lisa Raymond Laura Robson            | Jelena Janković Agnieszka Radwańska | Sara Errani Kirsten Flipkens Li Na Roberta Vinci             |

## Kwiecień
| Data        | Turniej                                                                    | Zwyciężczynie                            | Wynik         | Finalistki                        | Półfinalistki                          | Ćwierćfinalistki                                                    |
| ----------- | -------------------------------------------------------------------------- | ---------------------------------------- | ------------- | --------------------------------- | -------------------------------------- | ------------------------------------------------------------------- |
| 1 kwietnia  | Family Circle Cup Charleston Premier Series                                | Serena Williams                          | 3:6, 6:0, 6:2 | Jelena Janković                   | Stefanie Vögele Venus Williams         | Eugenie Bouchard Madison Keys Lucie Šafářová Caroline Wozniacki     |
| 1 kwietnia  | Family Circle Cup Charleston Premier Series                                | Kristina Mladenovic Lucie Šafářová       | 6:3, 7:6(6)   | Andrea Hlaváčková Liezel Huber    | Stefanie Vögele Venus Williams         | Eugenie Bouchard Madison Keys Lucie Šafářová Caroline Wozniacki     |
| 1 kwietnia  | Monterrey Open Monterrey International Series                              | Anastasija Pawluczenkowa                 | 4:6, 6:2, 6:4 | Angelique Kerber                  | Marija Kirilenko Monica Niculescu      | Tímea Babos Lauren Davis Ayumi Morita Urszula Radwańska             |
| 1 kwietnia  | Monterrey Open Monterrey International Series                              | Tímea Babos Kimiko Date-Krumm            | 6:1, 6:4      | Eva Birnerová Tamarine Tanasugarn | Marija Kirilenko Monica Niculescu      | Tímea Babos Lauren Davis Ayumi Morita Urszula Radwańska             |
| 8 kwietnia  | BNP Paribas Katowice Open Katowice International Series                    | Roberta Vinci                            | 7:6(2), 6:1   | Petra Kvitová                     | Annika Beck Alexandra Cadanțu          | Maria Elena Camerin Petra Martić Szachar Pe’er Karolína Plíšková    |
| 8 kwietnia  | BNP Paribas Katowice Open Katowice International Series                    | Lara Arruabarrena Lourdes Domínguez Lino | 6:4, 7:5      | Raluca Olaru Walerija Sołowjowa   | Annika Beck Alexandra Cadanțu          | Maria Elena Camerin Petra Martić Szachar Pe’er Karolína Plíšková    |
| 22 kwietnia | Porsche Tennis Grand Prix Stuttgart Premier Series                         | Marija Szarapowa                         | 6:4, 6:3      | Li Na                             | Angelique Kerber Bethanie Mattek-Sands | Ana Ivanović Petra Kvitová Sabine Lisicki Jarosława Szwiedowa       |
| 22 kwietnia | Porsche Tennis Grand Prix Stuttgart Premier Series                         | Mona Barthel Sabine Lisicki              | 6:4, 7:5      | Bethanie Mattek-Sands Sania Mirza | Angelique Kerber Bethanie Mattek-Sands | Ana Ivanović Petra Kvitová Sabine Lisicki Jarosława Szwiedowa       |
| 22 kwietnia | Grand Prix de SAR La Princesse Lalla Meryem Marrakesz International Series | Francesca Schiavone                      | 6:1, 6:3      | Lourdes Domínguez Lino            | Mandy Minella Chanelle Scheepers       | Kiki Bertens Alizé Cornet Kristina Mladenovic Sílvia Soler Espinosa |
| 22 kwietnia | Grand Prix de SAR La Princesse Lalla Meryem Marrakesz International Series | Tímea Babos Mandy Minella                | 6:3, 6:1      | Petra Martić Kristina Mladenovic  | Mandy Minella Chanelle Scheepers       | Kiki Bertens Alizé Cornet Kristina Mladenovic Sílvia Soler Espinosa |
| 29 kwietnia | Portugal Open Oeiras International Series                                  | Anastasija Pawluczenkowa                 | 7:5, 6:2      | Carla Suárez Navarro              | Kaia Kanepi Romina Oprandi             | Swietłana Kuzniecowa Ayumi Morita Mónica Puig Jelena Wiesnina       |
| 29 kwietnia | Portugal Open Oeiras International Series                                  | Chan Hao-ching Kristina Mladenovic       | 7:6(3), 6:2   | Darija Jurak Katalin Marosi       | Kaia Kanepi Romina Oprandi             | Swietłana Kuzniecowa Ayumi Morita Mónica Puig Jelena Wiesnina       |

## Maj
| Data    | Turniej                                                     | Zwyciężczynie                           | Wynik           | Finalistki                       | Półfinalistki                    | Ćwierćfinalistki                                                          |
| ------- | ----------------------------------------------------------- | --------------------------------------- | --------------- | -------------------------------- | -------------------------------- | ------------------------------------------------------------------------- |
| 6 maja  | Mutua Madrid Open Madryt Premier Mandatory                  | Serena Williams                         | 6:1, 6:4        | Marija Szarapowa                 | Sara Errani Ana Ivanović         | Kaia Kanepi Angelique Kerber Jekatierina Makarowa Anabel Medina Garrigues |
| 6 maja  | Mutua Madrid Open Madryt Premier Mandatory                  | Anastasija Pawluczenkowa Lucie Šafářová | 6:2, 6:4        | Cara Black Marina Erakovic       | Sara Errani Ana Ivanović         | Kaia Kanepi Angelique Kerber Jekatierina Makarowa Anabel Medina Garrigues |
| 13 maja | Internazionali BNL d’Italia Rzym Premier 5                  | Serena Williams                         | 6:1, 6:3        | Wiktoryja Azaranka               | Sara Errani Simona Halep         | Jelena Janković Samantha Stosur Carla Suárez Navarro Marija Szarapowa     |
| 13 maja | Internazionali BNL d’Italia Rzym Premier 5                  | Hsieh Su-wei Peng Shuai                 | 4:6, 6:3, 10-8  | Sara Errani Roberta Vinci        | Sara Errani Simona Halep         | Jelena Janković Samantha Stosur Carla Suárez Navarro Marija Szarapowa     |
| 20 maja | Brussels Open Bruksela Premier Series                       | Kaia Kanepi                             | 6:2, 7:5        | Peng Shuai                       | Jamie Hampton Romina Oprandi     | Varvara Lepchenko Sloane Stephens Roberta Vinci Zheng Jie                 |
| 20 maja | Brussels Open Bruksela Premier Series                       | Anna-Lena Grönefeld Květa Peschke       | 6:0, 6:3        | Gabriela Dabrowski Szachar Pe’er | Jamie Hampton Romina Oprandi     | Varvara Lepchenko Sloane Stephens Roberta Vinci Zheng Jie                 |
| 20 maja | Internationaux de Strasbourg Strasburg International Series | Alizé Cornet                            | 7:6(4), 6:0     | Lucie Hradecká                   | Eugenie Bouchard Flavia Pennetta | Misaki Doi Johanna Larsson Chanelle Scheepers Ana Tatiszwili              |
| 20 maja | Internationaux de Strasbourg Strasburg International Series | Kimiko Date-Krumm Chanelle Scheepers    | 6:4, 3:6, 14-12 | Cara Black Marina Erakovic       | Eugenie Bouchard Flavia Pennetta | Misaki Doi Johanna Larsson Chanelle Scheepers Ana Tatiszwili              |
| 27 maja | Roland Garros Paryż Wielki Szlem                            | Serena Williams                         | 6:4, 6:4        | Marija Szarapowa                 | Wiktoryja Azaranka Sara Errani   | Jelena Janković Marija Kirilenko Swietłana Kuzniecowa Agnieszka Radwańska |
| 27 maja | Roland Garros Paryż Wielki Szlem                            | Jekatierina Makarowa Jelena Wiesnina    | 7:5, 6:2        | Sara Errani Roberta Vinci        | Wiktoryja Azaranka Sara Errani   | Jelena Janković Marija Kirilenko Swietłana Kuzniecowa Agnieszka Radwańska |

## Czerwiec
| Data       | Turniej                                                     | Zwyciężczynie                              | Wynik             | Finalistki                                | Półfinalistki                         | Ćwierćfinalistki                                                     |
| ---------- | ----------------------------------------------------------- | ------------------------------------------ | ----------------- | ----------------------------------------- | ------------------------------------- | -------------------------------------------------------------------- |
| 10 czerwca | AEGON Classic Birmingham International Series               | Daniela Hantuchová                         | 7:6(5), 6:4       | Donna Vekić                               | Alison Riske Magdaléna Rybáriková     | Sorana Cîrstea Madison Keys Sabine Lisicki Francesca Schiavone       |
| 10 czerwca | AEGON Classic Birmingham International Series               | Ashleigh Barty Casey Dellacqua             | 7:5, 6:4          | Cara Black Marina Erakovic                | Alison Riske Magdaléna Rybáriková     | Sorana Cîrstea Madison Keys Sabine Lisicki Francesca Schiavone       |
| 10 czerwca | Nürnberger Versicherungscup Norymberga International Series | Simona Halep                               | 6:3, 6:3          | Andrea Petković                           | Jelena Janković Lucie Šafářová        | Annika Beck Lourdes Domínguez Lino Polona Hercog Galina Woskobojewa  |
| 10 czerwca | Nürnberger Versicherungscup Norymberga International Series | Raluca Olaru Walerija Sołowjowa            | 2:6, 7:6(3), 11-9 | Anna-Lena Grönefeld Květa Peschke         | Jelena Janković Lucie Šafářová        | Annika Beck Lourdes Domínguez Lino Polona Hercog Galina Woskobojewa  |
| 17 czerwca | AEGON International Eastbourne Premier Series               | Jelena Wiesnina                            | 6:2, 6:1          | Jamie Hampton                             | Yanina Wickmayer Caroline Wozniacki   | Marija Kirilenko Li Na Jekatierina Makarowa Lucie Šafářová           |
| 17 czerwca | AEGON International Eastbourne Premier Series               | Nadieżda Pietrowa Katarina Srebotnik       | 6:3, 6:3          | Monica Niculescu Klára Zakopalová         | Yanina Wickmayer Caroline Wozniacki   | Marija Kirilenko Li Na Jekatierina Makarowa Lucie Šafářová           |
| 17 czerwca | Topshelf Open ’s-Hertogenbosch International Series         | Simona Halep                               | 6:4, 6:2          | Kirsten Flipkens                          | Garbiñe Muguruza Carla Suárez Navarro | Dominika Cibulková Łesia Curenko Cwetana Pironkowa Urszula Radwańska |
| 17 czerwca | Topshelf Open ’s-Hertogenbosch International Series         | Irina-Camelia Begu Anabel Medina Garrigues | 4:6, 6:7(3), 11-9 | Dominika Cibulková Arantxa Parra Santonja | Garbiñe Muguruza Carla Suárez Navarro | Dominika Cibulková Łesia Curenko Cwetana Pironkowa Urszula Radwańska |
| 24 czerwca | Wimbledon Londyn Wielki Szlem                               | Marion Bartoli                             | 6:1, 6:4          | Sabine Lisicki                            | Kirsten Flipkens Agnieszka Radwańska  | Kaia Kanepi Petra Kvitová Li Na Sloane Stephens                      |
| 24 czerwca | Wimbledon Londyn Wielki Szlem                               | Hsieh Su-wei Peng Shuai                    | 7:6(1), 6:1       | Ashleigh Barty Casey Dellacqua            | Kirsten Flipkens Agnieszka Radwańska  | Kaia Kanepi Petra Kvitová Li Na Sloane Stephens                      |

## Lipiec
| Data     | Turniej                                                    | Zwyciężczynie                            | Wynik             | Finalistki                          | Półfinalistki                            | Ćwierćfinalistki                                                               |
| -------- | ---------------------------------------------------------- | ---------------------------------------- | ----------------- | ----------------------------------- | ---------------------------------------- | ------------------------------------------------------------------------------ |
| 8 lipca  | Budapest Grand Prix Budapeszt International Series         | Simona Halep                             | 6:3, 6:7(7), 6:1  | Yvonne Meusburger                   | Alexandra Cadanțu Chanelle Scheepers     | Tímea Babos Annika Beck Danka Kovinić Szachar Pe’er                            |
| 8 lipca  | Budapest Grand Prix Budapeszt International Series         | Andrea Hlaváčková Lucie Hradecká         | 6:4, 6:1          | Nina Bratczikowa Ana Tatiszwili     | Alexandra Cadanțu Chanelle Scheepers     | Tímea Babos Annika Beck Danka Kovinić Szachar Pe’er                            |
| 8 lipca  | XXVI Italiacom Open Palermo International Series           | Roberta Vinci                            | 6:3, 3:6, 6:3     | Sara Errani                         | Estrella Cabeza Candela Klára Zakopalová | Lourdes Domínguez Lino Dinah Pfizenmaier Sílvia Soler Espinosa Renata Voráčová |
| 8 lipca  | XXVI Italiacom Open Palermo International Series           | Kristina Mladenovic Katarzyna Piter      | 6:1, 5:7, 10-8    | Karolína Plíšková Kristýna Plíšková | Estrella Cabeza Candela Klára Zakopalová | Lourdes Domínguez Lino Dinah Pfizenmaier Sílvia Soler Espinosa Renata Voráčová |
| 15 lipca | Nürnberger Gastein Ladies Bad Gastein International Series | Yvonne Meusburger                        | 7:5, 6:2          | Andrea Hlaváčková                   | Karin Knapp Elina Switolina              | Annika Beck Patricia Mayr-Achleitner Lisa-Maria Moser Arantxa Rus              |
| 15 lipca | Nürnberger Gastein Ladies Bad Gastein International Series | Sandra Klemenschits Andreja Klepač       | 6:1, 6:4          | Kristina Barrois Eleni Daniilidu    | Karin Knapp Elina Switolina              | Annika Beck Patricia Mayr-Achleitner Lisa-Maria Moser Arantxa Rus              |
| 15 lipca | Sony Swedish Open Båstad International Series              | Serena Williams                          | 6:4, 6:1          | Johanna Larsson                     | Flavia Pennetta Klára Zakopalová         | Lourdes Domínguez Lino Richèl Hogenkamp Mathilde Johansson Virginie Razzano    |
| 15 lipca | Sony Swedish Open Båstad International Series              | Anabel Medina Garrigues Klára Zakopalová | 6:1, 6:4          | Alexandra Dulgheru Flavia Pennetta  | Flavia Pennetta Klára Zakopalová         | Lourdes Domínguez Lino Richèl Hogenkamp Mathilde Johansson Virginie Razzano    |
| 22 lipca | Bank of the West Classic Stanford Premier Series           | Dominika Cibulková                       | 3:6, 6:4, 6:4     | Agnieszka Radwańska                 | Sorana Cîrstea Jamie Hampton             | Wiera Duszewina Wolha Hawarcowa Varvara Lepchenko Urszula Radwańska            |
| 22 lipca | Bank of the West Classic Stanford Premier Series           | Raquel Kops-Jones Abigail Spears         | 6:2, 7:6(4)       | Julia Görges Darija Jurak           | Sorana Cîrstea Jamie Hampton             | Wiera Duszewina Wolha Hawarcowa Varvara Lepchenko Urszula Radwańska            |
| 22 lipca | Baku Cup Baku International Series                         | Elina Switolina                          | 6:4, 6:4          | Szachar Pe’er                       | Alexandra Cadanțu Magda Linette          | Uns Dżabir Tadeja Majerič Donna Vekić Galina Woskobojewa                       |
| 22 lipca | Baku Cup Baku International Series                         | Iryna Buriaczok Oksana Kalasznikowa      | 4:6, 7:6(3), 10-4 | Eleni Daniilidu Aleksandra Krunić   | Alexandra Cadanțu Magda Linette          | Uns Dżabir Tadeja Majerič Donna Vekić Galina Woskobojewa                       |
| 29 lipca | Southern California Open Carlsbad Premier Series           | Samantha Stosur                          | 6:2, 6:3          | Wiktoryja Azaranka                  | Ana Ivanović Virginie Razzano            | Petra Kvitová Agnieszka Radwańska Urszula Radwańska Roberta Vinci              |
| 29 lipca | Southern California Open Carlsbad Premier Series           | Raquel Kops-Jones Abigail Spears         | 6:4, 6:1          | Chan Hao-ching Janette Husárová     | Ana Ivanović Virginie Razzano            | Petra Kvitová Agnieszka Radwańska Urszula Radwańska Roberta Vinci              |
| 29 lipca | Citi Open Waszyngton International Series                  | Magdaléna Rybáriková                     | 6:4, 7:6(2)       | Andrea Petković                     | Alizé Cornet Jekatierina Makarowa        | Sorana Cîrstea Angelique Kerber Monica Niculescu Paula Ormaechea               |
| 29 lipca | Citi Open Waszyngton International Series                  | Shūko Aoyama Wiera Duszewina             | 6:3, 6:3          | Eugenie Bouchard Taylor Townsend    | Alizé Cornet Jekatierina Makarowa        | Sorana Cîrstea Angelique Kerber Monica Niculescu Paula Ormaechea               |

## Sierpień
| Data        | Turniej                                         | Zwyciężczynie                      | Wynik            | Finalistki                                 | Półfinalistki                       | Ćwierćfinalistki                                                              |
| ----------- | ----------------------------------------------- | ---------------------------------- | ---------------- | ------------------------------------------ | ----------------------------------- | ----------------------------------------------------------------------------- |
| 5 sierpnia  | Rogers Cup Toronto Premier 5                    | Serena Williams                    | 6:2, 6:0         | Sorana Cîrstea                             | Li Na Agnieszka Radwańska           | Dominika Cibulková Sara Errani Petra Kvitová Magdaléna Rybáriková             |
| 5 sierpnia  | Rogers Cup Toronto Premier 5                    | Jelena Janković Katarina Srebotnik | 5:7, 6:2, 10-6   | Anna-Lena Grönefeld Květa Peschke          | Li Na Agnieszka Radwańska           | Dominika Cibulková Sara Errani Petra Kvitová Magdaléna Rybáriková             |
| 12 sierpnia | Western & Southern Open Cincinnati Premier 5    | Wiktoryja Azaranka                 | 2:6, 6:2, 7:6(6) | Serena Williams                            | Jelena Janković Li Na               | Simona Halep Agnieszka Radwańska Roberta Vinci Caroline Wozniacki             |
| 12 sierpnia | Western & Southern Open Cincinnati Premier 5    | Hsieh Su-wei Peng Shuai            | 2:6, 6:3, 12-10  | Anna-Lena Grönefeld Květa Peschke          | Jelena Janković Li Na               | Simona Halep Agnieszka Radwańska Roberta Vinci Caroline Wozniacki             |
| 19 sierpnia | New Haven Open at Yale New Haven Premier Series | Simona Halep                       | 6:2, 6:2         | Petra Kvitová                              | Caroline Wozniacki Klára Zakopalová | Jekatierina Makarowa Anastasija Pawluczenkowa Sloane Stephens Jelena Wiesnina |
| 19 sierpnia | New Haven Open at Yale New Haven Premier Series | Sania Mirza Zheng Jie              | 6:3, 6:4         | Anabel Medina Garrigues Katarina Srebotnik | Caroline Wozniacki Klára Zakopalová | Jekatierina Makarowa Anastasija Pawluczenkowa Sloane Stephens Jelena Wiesnina |
| 26 sierpnia | US Open Nowy Jork Wielki Szlem                  | Serena Williams                    | 7:5, 6:7(6), 6:1 | Wiktoryja Azaranka                         | Li Na Flavia Pennetta               | Daniela Hantuchová Jekatierina Makarowa Carla Suárez Navarro Roberta Vinci    |
| 26 sierpnia | US Open Nowy Jork Wielki Szlem                  | Andrea Hlaváčková Lucie Hradecká   | 6:7(4), 6:1, 6:4 | Ashleigh Barty Casey Dellacqua             | Li Na Flavia Pennetta               | Daniela Hantuchová Jekatierina Makarowa Carla Suárez Navarro Roberta Vinci    |

## Wrzesień
| Data        | Turniej                                                          | Zwyciężczynie                         | Wynik            | Finalistki                             | Półfinalistki                         | Ćwierćfinalistki                                                         |
| ----------- | ---------------------------------------------------------------- | ------------------------------------- | ---------------- | -------------------------------------- | ------------------------------------- | ------------------------------------------------------------------------ |
| 9 września  | Taskhent Open Taszkent International Series                      | Bojana Jovanovski                     | 4:6, 7:5, 7:6(3) | Wolha Hawarcowa                        | Mandy Minella María-Teresa Torró-Flor | Nastassja Burnett Alexandra Cadanțu Yvonne Meusburger Galina Woskobojewa |
| 9 września  | Taskhent Open Taszkent International Series                      | Tímea Babos Jarosława Szwiedowa       | 6:3, 6:3         | Wolha Hawarcowa Mandy Minella          | Mandy Minella María-Teresa Torró-Flor | Nastassja Burnett Alexandra Cadanțu Yvonne Meusburger Galina Woskobojewa |
| 9 września  | Bell Challenge Québec International Series                       | Lucie Šafářová                        | 6:4, 6:3         | Marina Erakovic                        | Eugenie Bouchard Christina McHale     | Lauren Davis Polona Hercog Kristina Mladenovic Ajla Tomljanović          |
| 9 września  | Bell Challenge Québec International Series                       | Ałła Kudriawcewa Anastasija Rodionowa | 6:4, 6:3         | Andrea Hlaváčková Lucie Hradecká       | Eugenie Bouchard Christina McHale     | Lauren Davis Polona Hercog Kristina Mladenovic Ajla Tomljanović          |
| 16 września | KDB Korea Open Seul International Series                         | Agnieszka Radwańska                   | 6:7(6), 6:3, 6:4 | Anastasija Pawluczenkowa               | Lara Arruabarrena Francesca Schiavone | Irina-Camelia Begu Kimiko Date-Krumm Wiera Duszewina Jang Su-jeong       |
| 16 września | KDB Korea Open Seul International Series                         | Chan Chin-wei Xu Yifan                | 7:5, 6:3         | Raquel Kops-Jones Abigail Spears       | Lara Arruabarrena Francesca Schiavone | Irina-Camelia Begu Kimiko Date-Krumm Wiera Duszewina Jang Su-jeong       |
| 16 września | Guangzhou International Women’s Open Kanton International Series | Zhang Shuai                           | 7:6(1), 6:1      | Vania King                             | Yvonne Meusburger Zheng Jie           | Alizé Cornet Johanna Konta Mónica Puig Laura Robson                      |
| 16 września | Guangzhou International Women’s Open Kanton International Series | Hsieh Su-wei Peng Shuai               | 6:3, 4:6, 12-10  | Vania King Galina Woskobojewa          | Yvonne Meusburger Zheng Jie           | Alizé Cornet Johanna Konta Mónica Puig Laura Robson                      |
| 23 września | Toray Pan Pacific Open Tokio Premier 5                           | Petra Kvitová                         | 6:2, 0:6, 6:3    | Angelique Kerber                       | Venus Williams Caroline Wozniacki     | Eugenie Bouchard Swietłana Kuzniecowa Agnieszka Radwańska Lucie Šafářová |
| 23 września | Toray Pan Pacific Open Tokio Premier 5                           | Cara Black Sania Mirza                | 4:6, 6:0, 11-9   | Chan Hao-ching Liezel Huber            | Venus Williams Caroline Wozniacki     | Eugenie Bouchard Swietłana Kuzniecowa Agnieszka Radwańska Lucie Šafářová |
| 30 września | China Open Pekin Premier Mandatory                               | Serena Williams                       | 6:2, 6:2         | Jelena Janković                        | Petra Kvitová Agnieszka Radwańska     | Angelique Kerber Li Na Lucie Šafářová Caroline Wozniacki                 |
| 30 września | China Open Pekin Premier Mandatory                               | Cara Black Sania Mirza                | 6:2, 6:2         | Wiera Duszewina Arantxa Parra Santonja | Petra Kvitová Agnieszka Radwańska     | Angelique Kerber Li Na Lucie Šafářová Caroline Wozniacki                 |

## Październik
| Data            | Turniej                                                         | Zwyciężczynie                        | Wynik          | Finalistki                            | Półfinalistki                                 | Ćwierćfinalistki                                                                |
| --------------- | --------------------------------------------------------------- | ------------------------------------ | -------------- | ------------------------------------- | --------------------------------------------- | ------------------------------------------------------------------------------- |
| 7 października  | Generali Ladies Linz Linz International Series                  | Angelique Kerber                     | 6:4, 7:6(6)    | Ana Ivanović                          | Carla Suárez Navarro Stefanie Vögele          | Dominika Cibulková Kirsten Flipkens Patricia Mayr-Achleitner Sloane Stephens    |
| 7 października  | Generali Ladies Linz Linz International Series                  | Karolína Plíšková Kristýna Plíšková  | 7:6(6), 6:4    | Gabriela Dabrowski Alicja Rosolska    | Carla Suárez Navarro Stefanie Vögele          | Dominika Cibulková Kirsten Flipkens Patricia Mayr-Achleitner Sloane Stephens    |
| 7 października  | HP Open Osaka International Series                              | Samantha Stosur                      | 3:6, 7:5, 6:2  | Eugenie Bouchard                      | Madison Keys Kurumi Nara                      | Misaki Doi Polona Hercog Barbora Záhlavová-Strýcová Zheng Jie                   |
| 7 października  | HP Open Osaka International Series                              | Kristina Mladenovic Flavia Pennetta  | 6:4, 6:3       | Samantha Stosur Zhang Shuai           | Madison Keys Kurumi Nara                      | Misaki Doi Polona Hercog Barbora Záhlavová-Strýcová Zheng Jie                   |
| 14 października | Kremlin Cup Moskwa Premier Series                               | Simona Halep                         | 7:6(1), 6:2    | Samantha Stosur                       | Swietłana Kuzniecowa Anastasija Pawluczenkowa | Daniela Hantuchová Ana Ivanović Alisa Klejbanowa Roberta Vinci                  |
| 14 października | Kremlin Cup Moskwa Premier Series                               | Swietłana Kuzniecowa Samantha Stosur | 6:1, 1:6, 10-8 | Ałła Kudriawcewa Anastasija Rodionowa | Swietłana Kuzniecowa Anastasija Pawluczenkowa | Daniela Hantuchová Ana Ivanović Alisa Klejbanowa Roberta Vinci                  |
| 14 października | BGL BNP Paribas Luxembourg Open Luksemburg International Series | Caroline Wozniacki                   | 6:2, 6:2       | Annika Beck                           | Sabine Lisicki Stefanie Vögele                | Bojana Jovanovski Karin Knapp Katarzyna Piter Sloane Stephens                   |
| 14 października | BGL BNP Paribas Luxembourg Open Luksemburg International Series | Stephanie Vogt Yanina Wickmayer      | 7:6(2), 6:4    | Kristina Barrois Laura Thorpe         | Sabine Lisicki Stefanie Vögele                | Bojana Jovanovski Karin Knapp Katarzyna Piter Sloane Stephens                   |
| 21 października | TEB BNP Paribas WTA Championships Stambuł Turniej Mistrzyń      | Serena Williams                      | 2:6, 6:3, 6:0  | Li Na                                 | Jelena Janković Petra Kvitová                 | Wiktoryja Azaranka Sara Errani Angelique Kerber Agnieszka Radwańska             |
| 21 października | TEB BNP Paribas WTA Championships Stambuł Turniej Mistrzyń      | Hsieh Su-wei Peng Shuai              | 6:4, 7:5       | Jekatierina Makarowa Jelena Wiesnina  | Jelena Janković Petra Kvitová                 | Wiktoryja Azaranka Sara Errani Angelique Kerber Agnieszka Radwańska             |
| 28 października | Garanti Koza Tournament of Champions Sofia International Series | Simona Halep                         | 2:6, 6:2, 6:2  | Samantha Stosur                       | Ana Ivanović Anastasija Pawluczenkowa         | Alizé Cornet Marija Kirilenko Cwetana Pironkowa Elina Switolina Jelena Wiesnina |

## Wielki Szlem
| Turniej         | Gra pojedyncza     | Gra podwójna                         | Gra mieszana                      |
| Australian Open | Wiktoryja Azaranka | Sara Errani Roberta Vinci            | Jarmila Gajdošová Matthew Ebden   |
| French Open     | Serena Williams    | Jekatierina Makarowa Jelena Wiesnina | Lucie Hradecká František Čermák   |
| Wimbledon       | Marion Bartoli     | Hsieh Su-wei Peng Shuai              | Kristina Mladenovic Daniel Nestor |
| US Open         | Serena Williams    | Andrea Hlaváčková Lucie Hradecká     | Andrea Hlaváčková Maks Mirny      |

## Wygrane turnieje
Stan na koniec sezonu.

### Gra pojedyncza – klasyfikacja tenisistek
| Lp. | Wygrane | Tenisistka               | Państwo           |
| 1   | 11      | Serena Williams          | Stany Zjednoczone |
| 2   | 6       | Simona Halep             | Rumunia           |
| 3   | 3       | Wiktoryja Azaranka       | Białoruś          |
|     | 3       | Agnieszka Radwańska      | Polska            |
| 4   | 2       | Petra Kvitová            | Czechy            |
|     | 2       | Anastasija Pawluczenkowa | Rosja             |
|     | 2       | Samantha Stosur          | Australia         |
|     | 2       | Marija Szarapowa         | Rosja             |
|     | 2       | Roberta Vinci            | Włochy            |
|     | 2       | Jelena Wiesnina          | Rosja             |
| 5   | 1       | Mona Barthel             | Niemcy            |
|     | 1       | Marion Bartoli           | Francja           |
|     | 1       | Dominika Cibulková       | Słowacja          |
|     | 1       | Alizé Cornet             | Francja           |
|     | 1       | Marina Erakovic          | Nowa Zelandia     |
|     | 1       | Sara Errani              | Włochy            |
|     | 1       | Daniela Hantuchová       | Słowacja          |
|     | 1       | Jelena Janković          | Serbia            |
|     | 1       | Bojana Jovanovski        | Serbia            |
|     | 1       | Kaia Kanepi              | Estonia           |
|     | 1       | Angelique Kerber         | Niemcy            |
|     | 1       | Marija Kirilenko         | Rosja             |
|     | 1       | Li Na                    | Chiny             |
|     | 1       | Yvonne Meusburger        | Austria           |
|     | 1       | Monica Niculescu         | Rumunia           |
|     | 1       | Karolína Plíšková        | Czechy            |
|     | 1       | Magdaléna Rybáriková     | Słowacja          |
|     | 1       | Francesca Schiavone      | Włochy            |
|     | 1       | Elina Switolina          | Ukraina           |
|     | 1       | Lucie Šafářová           | Czechy            |
|     | 1       | Caroline Wozniacki       | Dania             |
|     | 1       | Zhang Shuai              | Chiny             |

### Gra pojedyncza – klasyfikacja państw
| Lp. | Państwo           | Wygrane |
| 1   | Stany Zjednoczone | 11      |
| 2   | Rosja             | 7       |
|     | Rumunia           | 7       |
| 3   | Czechy            | 4       |
|     | Włochy            | 4       |
| 4   | Białoruś          | 3       |
|     | Polska            | 3       |
|     | Słowacja          | 3       |
| 5   | Australia         | 2       |
|     | Chiny             | 2       |
|     | Francja           | 2       |
|     | Niemcy            | 2       |
|     | Serbia            | 2       |
| 6   | Austria           | 1       |
|     | Dania             | 1       |
|     | Estonia           | 1       |
|     | Nowa Zelandia     | 1       |
|     | Ukraina           | 1       |

### Gra podwójna – klasyfikacja tenisistek
| Lp. | Wygrane | Tenisistka               | Państwo           |
| 1   | 5       | Hsieh Su-wei             | Chińskie Tajpej   |
|     | 5       | Sania Mirza              | Indie             |
|     | 5       | Kristina Mladenovic      | Francja           |
|     | 5       | Peng Shuai               | Chiny             |
| 2   | 4       | Tímea Babos              | Węgry             |
|     | 4       | Katarina Srebotnik       | Słowenia          |
| 3   | 3       | Cara Black               | Zimbabwe          |
|     | 3       | Kimiko Date-Krumm        | Japonia           |
|     | 3       | Sara Errani              | Włochy            |
|     | 3       | Anabel Medina Garrigues  | Hiszpania         |
|     | 3       | Nadieżda Pietrowa        | Rosja             |
|     | 3       | Roberta Vinci            | Włochy            |
| 4   | 2       | Shūko Aoyama             | Japonia           |
|     | 2       | Chan Hao-ching           | Chińskie Tajpej   |
|     | 2       | Casey Dellacqua          | Australia         |
|     | 2       | Lourdes Domínguez Lino   | Hiszpania         |
|     | 2       | Andrea Hlaváčková        | Czechy            |
|     | 2       | Lucie Hradecká           | Czechy            |
|     | 2       | Raquel Kops-Jones        | Stany Zjednoczone |
|     | 2       | Jekatierina Makarowa     | Rosja             |
|     | 2       | Bethanie Mattek-Sands    | Stany Zjednoczone |
|     | 2       | Mandy Minella            | Luksemburg        |
|     | 2       | Anastasija Rodionowa     | Australia         |
|     | 2       | Abigail Spears           | Stany Zjednoczone |
|     | 2       | Jarosława Szwiedowa      | Kazachstan        |
|     | 2       | Lucie Šafářová           | Czechy            |
|     | 2       | Jelena Wiesnina          | Rosja             |
| 5   | 1       | Lara Arruabarrena        | Hiszpania         |
|     | 1       | Mona Barthel             | Niemcy            |
|     | 1       | Ashleigh Barty           | Australia         |
|     | 1       | Irina-Camelia Begu       | Rumunia           |
|     | 1       | Iryna Buriaczok          | Ukraina           |
|     | 1       | Chan Chin-wei            | Chińskie Tajpej   |
|     | 1       | Chan Yung-jan            | Chińskie Tajpej   |
|     | 1       | Chang Kai-chen           | Chińskie Tajpej   |
|     | 1       | Wiera Duszewina          | Rosja             |
|     | 1       | Anna-Lena Grönefeld      | Niemcy            |
|     | 1       | Jelena Janković          | Serbia            |
|     | 1       | Oksana Kalasznikowa      | Gruzja            |
|     | 1       | Sandra Klemenschits      | Austria           |
|     | 1       | Andreja Klepač           | Słowenia          |
|     | 1       | Ałła Kudriawcewa         | Rosja             |
|     | 1       | Swietłana Kuzniecowa     | Rosja             |
|     | 1       | Sabine Lisicki           | Niemcy            |
|     | 1       | Garbiñe Muguruza         | Hiszpania         |
|     | 1       | Raluca Olaru             | Rumunia           |
|     | 1       | Arantxa Parra Santonja   | Hiszpania         |
|     | 1       | Anastasija Pawluczenkowa | Rosja             |
|     | 1       | Flavia Pennetta          | Włochy            |
|     | 1       | Květa Peschke            | Czechy            |
|     | 1       | Katarzyna Piter          | Polska            |
|     | 1       | Karolína Plíšková        | Czechy            |
|     | 1       | Kristýna Plíšková        | Czechy            |
|     | 1       | Chanelle Scheepers       | Południowa Afryka |
|     | 1       | Walerija Sołowjowa       | Rosja             |
|     | 1       | Samantha Stosur          | Australia         |
|     | 1       | María-Teresa Torró-Flor  | Hiszpania         |
|     | 1       | Stephanie Vogt           | Liechtenstein     |
|     | 1       | Yanina Wickmayer         | Belgia            |
|     | 1       | Galina Woskobojewa       | Kazachstan        |
|     | 1       | Xu Yifan                 | Chiny             |
|     | 1       | Klára Zakopalová         | Czechy            |
|     | 1       | Zheng Jie                | Chiny             |

### Gra podwójna – klasyfikacja państw
Tytuły deblowe zdobyte przez reprezentantki tego samego kraju są liczone jako jeden triumf.
| Lp. | Państwo           | Wygrane |
| 1   | Rosja             | 10      |
| 2   | Chińskie Tajpej   | 9       |
| 3   | Chiny             | 7       |
|     | Czechy            | 7       |
| 4   | Hiszpania         | 6       |
| 5   | Australia         | 5       |
|     | Francja           | 5       |
|     | Indie             | 5       |
|     | Japonia           | 5       |
|     | Słowenia          | 5       |
| 6   | Stany Zjednoczone | 4       |
|     | Węgry             | 4       |
|     | Włochy            | 4       |
| 7   | Kazachstan        | 3       |
|     | Zimbabwe          | 3       |
| 8   | Luksemburg        | 2       |
|     | Niemcy            | 2       |
|     | Rumunia           | 2       |
| 9   | Austria           | 1       |
|     | Belgia            | 1       |
|     | Gruzja            | 1       |
|     | Liechtenstein     | 1       |
|     | Polska            | 1       |
|     | Południowa Afryka | 1       |
|     | Serbia            | 1       |
|     | Ukraina           | 1       |

### Ogólna klasyfikacja tenisistek
| Lp. | Tenisistka               | Singel | Debel | Mikst | Suma |
| 1   | Serena Williams          | 11     | 0     | 0     | 11   |
| 2   | Simona Halep             | 6      | 0     | 0     | 6    |
| 3   | Wiktoryja Azaranka       | 3      | 0     | 0     | 3    |
|     | Agnieszka Radwańska      | 3      | 0     | 0     | 3    |
| 4   | Roberta Vinci            | 2      | 3     | 0     | 5    |
| 5   | Jelena Wiesnina          | 2      | 2     | 0     | 4    |
| 6   | Anastasija Pawluczenkowa | 2      | 1     | 0     | 3    |
|     | Samantha Stosur          | 2      | 1     | 0     | 3    |
| 7   | Petra Kvitová            | 2      | 0     | 0     | 2    |
|     | Marija Szarapowa         | 2      | 0     | 0     | 2    |
| 8   | Sara Errani              | 1      | 3     | 0     | 4    |
| 9   | Lucie Šafářová           | 1      | 2     | 0     | 3    |
| 10  | Mona Barthel             | 1      | 1     | 0     | 2    |
|     | Jelena Janković          | 1      | 1     | 0     | 2    |
|     | Karolína Plíšková        | 1      | 1     | 0     | 2    |
| 11  | Marion Bartoli           | 1      | 0     | 0     | 1    |
|     | Dominika Cibulková       | 1      | 0     | 0     | 1    |
|     | Alizé Cornet             | 1      | 0     | 0     | 1    |
|     | Marina Erakovic          | 1      | 0     | 0     | 1    |
|     | Daniela Hantuchová       | 1      | 0     | 0     | 1    |
|     | Bojana Jovanovski        | 1      | 0     | 0     | 1    |
|     | Kaia Kanepi              | 1      | 0     | 0     | 1    |
|     | Angelique Kerber         | 1      | 0     | 0     | 1    |
|     | Marija Kirilenko         | 1      | 0     | 0     | 1    |
|     | Li Na                    | 1      | 0     | 0     | 1    |
|     | Yvonne Meusburger        | 1      | 0     | 0     | 1    |
|     | Monica Niculescu         | 1      | 0     | 0     | 1    |
|     | Magdaléna Rybáriková     | 1      | 0     | 0     | 1    |
|     | Francesca Schiavone      | 1      | 0     | 0     | 1    |
|     | Elina Switolina          | 1      | 0     | 0     | 1    |
|     | Caroline Wozniacki       | 1      | 0     | 0     | 1    |
|     | Zhang Shuai              | 1      | 0     | 0     | 1    |
| 12  | Kristina Mladenovic      | 0      | 5     | 1     | 6    |
| 13  | Hsieh Su-wei             | 0      | 5     | 0     | 5    |
|     | Sania Mirza              | 0      | 5     | 0     | 5    |
|     | Peng Shuai               | 0      | 5     | 0     | 5    |
| 14  | Tímea Babos              | 0      | 4     | 0     | 4    |
|     | Katarina Srebotnik       | 0      | 4     | 0     | 4    |
| 15  | Cara Black               | 0      | 3     | 0     | 3    |
|     | Kimiko Date-Krumm        | 0      | 3     | 0     | 3    |
|     | Anabel Medina Garrigues  | 0      | 3     | 0     | 3    |
|     | Nadieżda Pietrowa        | 0      | 3     | 0     | 3    |
| 16  | Andrea Hlaváčková        | 0      | 2     | 1     | 3    |
|     | Lucie Hradecká           | 0      | 2     | 1     | 3    |
| 17  | Shūko Aoyama             | 0      | 2     | 0     | 2    |
|     | Chan Hao-ching           | 0      | 2     | 0     | 2    |
|     | Casey Dellacqua          | 0      | 2     | 0     | 2    |
|     | Lourdes Domínguez Lino   | 0      | 2     | 0     | 2    |
|     | Raquel Kops-Jones        | 0      | 2     | 0     | 2    |
|     | Jekatierina Makarowa     | 0      | 2     | 0     | 2    |
|     | Bethanie Mattek-Sands    | 0      | 2     | 0     | 2    |
|     | Mandy Minella            | 0      | 2     | 0     | 2    |
|     | Anastasija Rodionowa     | 0      | 2     | 0     | 2    |
|     | Abigail Spears           | 0      | 2     | 0     | 2    |
|     | Jarosława Szwiedowa      | 0      | 2     | 0     | 2    |
| 18  | Lara Arruabarrena        | 0      | 1     | 0     | 1    |
|     | Ashleigh Barty           | 0      | 1     | 0     | 1    |
|     | Irina-Camelia Begu       | 0      | 1     | 0     | 1    |
|     | Iryna Buriaczok          | 0      | 1     | 0     | 1    |
|     | Chan Chin-wei            | 0      | 1     | 0     | 1    |
|     | Chan Yung-jan            | 0      | 1     | 0     | 1    |
|     | Chang Kai-chen           | 0      | 1     | 0     | 1    |
|     | Wiera Duszewina          | 0      | 1     | 0     | 1    |
|     | Anna-Lena Grönefeld      | 0      | 1     | 0     | 1    |
|     | Oksana Kalasznikowa      | 0      | 1     | 0     | 1    |
|     | Sandra Klemenschits      | 0      | 1     | 0     | 1    |
|     | Andreja Klepač           | 0      | 1     | 0     | 1    |
|     | Ałła Kudriawcewa         | 0      | 1     | 0     | 1    |
|     | Swietłana Kuzniecowa     | 0      | 1     | 0     | 1    |
|     | Sabine Lisicki           | 0      | 1     | 0     | 1    |
|     | Garbiñe Muguruza         | 0      | 1     | 0     | 1    |
|     | Raluca Olaru             | 0      | 1     | 0     | 1    |
|     | Arantxa Parra Santonja   | 0      | 1     | 0     | 1    |
|     | Flavia Pennetta          | 0      | 1     | 0     | 1    |
|     | Květa Peschke            | 0      | 1     | 0     | 1    |
|     | Katarzyna Piter          | 0      | 1     | 0     | 1    |
|     | Kristýna Plíšková        | 0      | 1     | 0     | 1    |
|     | Chanelle Scheepers       | 0      | 1     | 0     | 1    |
|     | Walerija Sołowjowa       | 0      | 1     | 0     | 1    |
|     | María-Teresa Torró-Flor  | 0      | 1     | 0     | 1    |
|     | Stephanie Vogt           | 0      | 1     | 0     | 1    |
|     | Yanina Wickmayer         | 0      | 1     | 0     | 1    |
|     | Galina Woskobojewa       | 0      | 1     | 0     | 1    |
|     | Xu Yifan                 | 0      | 1     | 0     | 1    |
|     | Klára Zakopalová         | 0      | 1     | 0     | 1    |
|     | Zheng Jie                | 0      | 1     | 0     | 1    |
| 19  | Jarmila Gajdošová        | 0      | 0     | 1     | 1    |

### Ogólna klasyfikacja państw
| Lp. | Państwo           | Singel | Debel | Mikst | Suma |
| 1   | Stany Zjednoczone | 11     | 4     | 0     | 15   |
| 2   | Rosja             | 7      | 10    | 0     | 17   |
| 3   | Rumunia           | 7      | 2     | 0     | 9    |
| 4   | Czechy            | 4      | 7     | 2     | 13   |
| 5   | Włochy            | 4      | 4     | 0     | 8    |
| 6   | Polska            | 3      | 1     | 0     | 4    |
| 7   | Białoruś          | 3      | 0     | 0     | 3    |
|     | Słowacja          | 3      | 0     | 0     | 3    |
| 8   | Chiny             | 2      | 7     | 0     | 9    |
| 9   | Australia         | 2      | 5     | 1     | 8    |
|     | Francja           | 2      | 5     | 1     | 8    |
| 10  | Niemcy            | 2      | 2     | 0     | 4    |
| 11  | Serbia            | 2      | 1     | 0     | 3    |
| 12  | Austria           | 1      | 1     | 0     | 2    |
|     | Ukraina           | 1      | 1     | 0     | 2    |
| 13  | Dania             | 1      | 0     | 0     | 1    |
|     | Estonia           | 1      | 0     | 0     | 1    |
|     | Nowa Zelandia     | 1      | 0     | 0     | 1    |
| 14  | Chińskie Tajpej   | 0      | 9     | 0     | 9    |
| 15  | Hiszpania         | 0      | 6     | 0     | 6    |
| 16  | Indie             | 0      | 5     | 0     | 5    |
|     | Japonia           | 0      | 5     | 0     | 5    |
|     | Słowenia          | 0      | 5     | 0     | 5    |
| 17  | Węgry             | 0      | 4     | 0     | 4    |
| 18  | Kazachstan        | 0      | 3     | 0     | 3    |
|     | Zimbabwe          | 0      | 3     | 0     | 3    |
| 19  | Luksemburg        | 0      | 2     | 0     | 2    |
| 20  | Belgia            | 0      | 1     | 0     | 1    |
|     | Gruzja            | 0      | 1     | 0     | 1    |
|     | Liechtenstein     | 0      | 1     | 0     | 1    |
|     | Południowa Afryka | 0      | 1     | 0     | 1    |

## Obronione tytuły
- Katarina Srebotnik – Sydney (debel)
- Wiktoryja Azaranka – Australian Open (singel), Ad-Dauha (singel)
- Sara Errani – Acapulco (singel)
- Chang Kai-chen – Kuala Lumpur (debel)
- Nadieżda Pietrowa – Miami (debel)
- Serena Williams – Charleston (singel), Madryt (singel), US Open (singel), WTA Tour Championships (singel)
- Lucie Šafářová – Charleston (debel)
- Marija Szarapowa – Stuttgart (singel)
- Iryna Buriaczok – Baku (debel)
- Raquel Kops-Jones – Carlsbad (debel)
- Abigail Spears – Carlsbad (debel)
- Shūko Aoyama – Waszyngton (debel)
- Magdaléna Rybáriková – Waszyngton (singel)